# Луи II Валоа-Анжуйски
Луи II дьо Валоа, херцог Д'Анжу, известен и като Луи II Анжуйски и Людовик II Неаполитански, е френски принц – внук на крал Жан II. Той е син на херцог Луи I Валоа-Анжуйски, след чиято смърт наследява херцогската титла на Анжу и става основен претендент за короната на Неапол, за която воюва дълги години срещу неаполитанския крал Ладислав Анжуйски.

## Произход
Луи II Анжуйски е роден в Тулуза около 1377 г. Той е син на Луи I, херцог на Анжу, и на Мари дьо Блоа. През 1380 г. баща му е осиновен от бездетната неаполитанска кралица Джована I и е обявен за неин наследник както за Неапол, така и за владенията ѝ във Франция – Прованс и Форкалкие. Бащата на Луи II умира през 1384 г. по време на похода в Италия, където е принуден да се сражава срещу неаполитанския крал Карл III Анжуйски – втори братовчед на Джована I, който се възкачва на престола след като я убива през 1382 г.

## Коронация
През 1389 г. Луи II Анжуйски е коронован от Авиньонския папа Климент VII за крал на Неапол, тъй като царстващият в Неапол Ладислав Анжуйски е отлъчен от същия папа още през 1386 г. През 1390 г. Луи II Анжуйски и майка му успяват да съберат значителна войска, с която Луи II се отправя да завладее Неаполитанското кралство, а малолетният Ладислав Анжуйски и майка му Маргарита от Дурацо са принудени да бягат в Гаета. Силите на двамата неаполитански крале обаче се оказват равностойни и войната между тях се проточва цяло десетилетие. Едва през 1399 г. силите на Ладислав Анжуйски успяват да прогонят Луи II Анжуйски от Неапол.
Следващите десет години Луи II Анжуйски прекарва във Франция, където се включва на страната на арманяците в избухналата междуособна война между тях и бургундите по време на Шарл VI.
През 1409 г. Луи II Анжуйски по призива на пизанския антипапа Александър V освобождава Рим от окупиралия го Ладислав Анжуйски. С подкрепата и на следващия антипапа Йоан XXIII, Луи II отново нахлува в Неаполитанското кралство и разбива войските на Ладислав при Рокасека през 1414 г. През следващите години Луи II Анжуйски и папа Йоан XXIII си спечелват ненавистта на множество неаполитански барони и са принудени да се оттеглят.
Луи II Анжуйски умира в Анже на 29 април 1417 г.

## Семейство
През 1400 г. Луи II Анжуйски се жени за арагонската инфанта Йоланда Арагонска. Двамата имат пет деца:
- Луи III Анжуйски (25 септември 1403 — 12 ноември 1434), херцог на Анжу и титулуван крал на Неапол
- Мари Анжуйска (1404 – 1463), омъжена за Шарл VII, крал на Франция
- Рене I Анжуйски, (1409 – 1480), херцог на Анжу и крал на Неапол
- Шарл Анжуйски (1414 – 1472), граф на Мен
- Йоланда Анжуйска (1412, Арл – 1440) в брак с Франсоа I – херцог на Бретон, граф дьо Монфор-л’Амори и титулярен граф Ричмонд от 1442 година, от дом дьо Дрьо.; син на херцог Жан VI Мъдри Бретонски и Жана Френска (1391 – 1433).

- Йоланда Арагонска – съпруга на Луи
- Луи III Валоа-Анжуйски
- Мария Анжуйска, дъщеря
- Рене I Анжуйски – син
- Шарл IV Менски – син